# US Koroki
Union Sportive Koroki Metete de Tchamba w skrócie US Koroki – togijski klub piłkarski grający w drugiej, a niegdyś w togijskiej pierwszej lidze, mający siedzibę w mieście Tchamba.

## Sukcesy
- I liga[1]:
  - mistrzostwo (2): 2018.

- Superpuchar Togo[2]:
  - zwycięstwo (1): 2018.

## Występy w afrykańskich pucharach
| Sezon     | Rozgrywki     | Runda   | Kraj    | Klub       | Dom | Wyjazd | Dwumecz      |
| --------- | ------------- | ------- | ------- | ---------- | --- | ------ | ------------ |
| 2018/2019 | Liga Mistrzów | wstępna | Senegal | ASC Diaraf | 1–0 | 0–1    | 1–1 (k. 2–4) |

## Stadion
Domowe mecze klub rozgrywa na stadionie o nazwie Stade Maman N’Danida w Tchambie. Stadion może pomieścić 5000 widzów.

## Reprezentanci kraju grający w klubie
Stan na styczeń 2023.
| - Hafan Albarka - Moubarak Issifou - Awalou Samari | - Ayara Samoudini - Youssouf Yaya - Souraka Mamam |